# 魚人亞伯
亞伯拉罕·夏普恩（英語：Abraham Sapien）是漫畫《地獄怪客》中的一名虛構角色，暱稱亞伯，是條兩棲魚人。於90年代被人在一間廢棄醫院的地下室裡發現，供他沉睡的容器面前貼著一張紙寫著「Ichthyo sapien」和日期：1865年4月14日，正是林肯被暗殺的日子，故其被命名為亞伯拉罕。
漫畫裡的他雖然沒有電影裡強大的心靈感應，卻聰明機伶、身手敏捷迅速、並且熟練各式各樣的兵器。只是他需要每天浸泡在水裡一段時間。布魯博士欣赏他細微的觀察力和果斷的判斷力，常常將需要柔和手段的任務交付給他。因為具有领导资质，他在Hell Boy離開BPRD後擔任隊長的職務，使大家團結在一起。
亞伯在漫畫和電影裡都是極為聰明但又感性的角色。在HB走後，亞柏對自己在BPRD的地位感到困惑，這種情況在他開始探索自己神祕的過往後變得更嚴重。神秘異教的背景、蛙人怪物，與他恐怖的相似處、甚至是被BPRD的同夥用不一樣的眼光看待。在世界逐漸邁向沉淪之時，亞柏開始發現自己有奇妙的變化，甚至有可能在這場悲劇中扮演關鍵的角色。

## 其他媒體

### 電影
- 《地獄怪客》（2004）：由道格·瓊斯飾演，並由大衛·海德·皮爾斯配音。
- 《地獄怪客2：金甲軍團》（2008）：由道格·瓊斯飾演。